# Takako Takahashi
Takako Takahashi (en japonés, 高橋 たか子 Takahashi Takako) (Kioto, 2 de marzo de 1932 - Kioto, 12 de julio de 2013) escritora y traductora japonesa.

## Biografía
Takahashi Okamoto nació en Kioto, fue hija única de padres de familia acomocodada. En 1954 obtuvo su licenciatura en Literatura francesa en la Universidad de Kioto. Seis meses más tarde, se casó con su compañero de estudios, Kazumi Takahashi, dirigente ideológico del movimiento de protesta estudiantil que más tarde se convirtió en conocido escritor. En 1958 obtuvo el doctorado con una tesis sobre François Mauriac.
De 1958 a 1965, vivió en Osaka, donde comenzó a escribir su primera novela Un paisaje estropeado publicada en 1961. En 1965, se trasladó a Kamakura, Kanagawa.
Después de la muerte prematura de su marido en 1971, Takahashi comenzó a escribir novelas e historias cortas. En 1972, recibió el premio literario Tamura Toshiko por Sora no hate made. En 1977, ganó el premio de literatura de Mujeres por un conjunto de historias cortas Ronri Uman (Mujeres solas), en 1985 obtuvo el premio Yomiuri por Ikari cap ko (El niño de la rabia) , y en 2003 el premio de arte Mainichi por Kirei na hito (Una persona guapa).
En 1975, se convirtió al Catolicismo, en 1980 se trasladó a Francia donde en 1985 se convirtió en monja. Después volvió a Japón donde entró en un convento de Carmelitas, pero salió al cabo de un año para volver a Kioto.

## Obras (selección)[4]
- 1971 Kanata no mizuoto (彼方の水音)
- 1972 Hone no shiro (骨の城)
- 1973 Sora no hate made (空の果てまで)
- 1973 Kyōsei kūkan (共生空間)
- 1974 Ushinawareta e (失われた絵)
- 1975 Hanayagu hi (華やぐ日)
- 1975 Tamashii no inu (魂の犬)
- 1976 Yūwakusha (誘惑者)
- 1977 Takahashi Kazumi no omoidasu (高橋和巳の思い出)
- 1977 Ronri Uman (ロンリー・ウーマン) (trad. al español como Mujeres solas)
- 1978 Shiroi hikari (白い光)
- 1978 Ningenai (人形愛)
- 1979 Taidan sei toshite no onna Minako Ōba (対談・性としての女 大庭みな子)
- 1980 Odoroida hana (驚いた花)
- 1981 Ayashimi (怪しみ)
- 1982 Yōsoise yo, waga tamashii yo (装いせよ、わが魂よ)
- 1989 Mizu soshite honō (水そして炎)
- 1993 Hajimari e (始まりへ)
- 1999 Watashi no tōtta michi (私の通った路)
- 2003 Kirei na hito (きれいな人)
- 2005 Takahashi Takako no nikki (高橋たか子の「日記」, « Journal de Takahashi Takako »)
- 2006 Doko ka kanjiru ie - jisen essai-shū (どこか或る家 自選エッセイ集)
- 2008 Lisa to iu mei no tsuma (ライサという名の妻)

## Traducciones al español
A la fecha de redacción, sólo uno de sus libros ha sido traído al español:
- Mujeres solas (Hermida Editores, 2022) (Traducción del japonés por Kaoru Togaki y Suso Mourelo)